# Державний борг

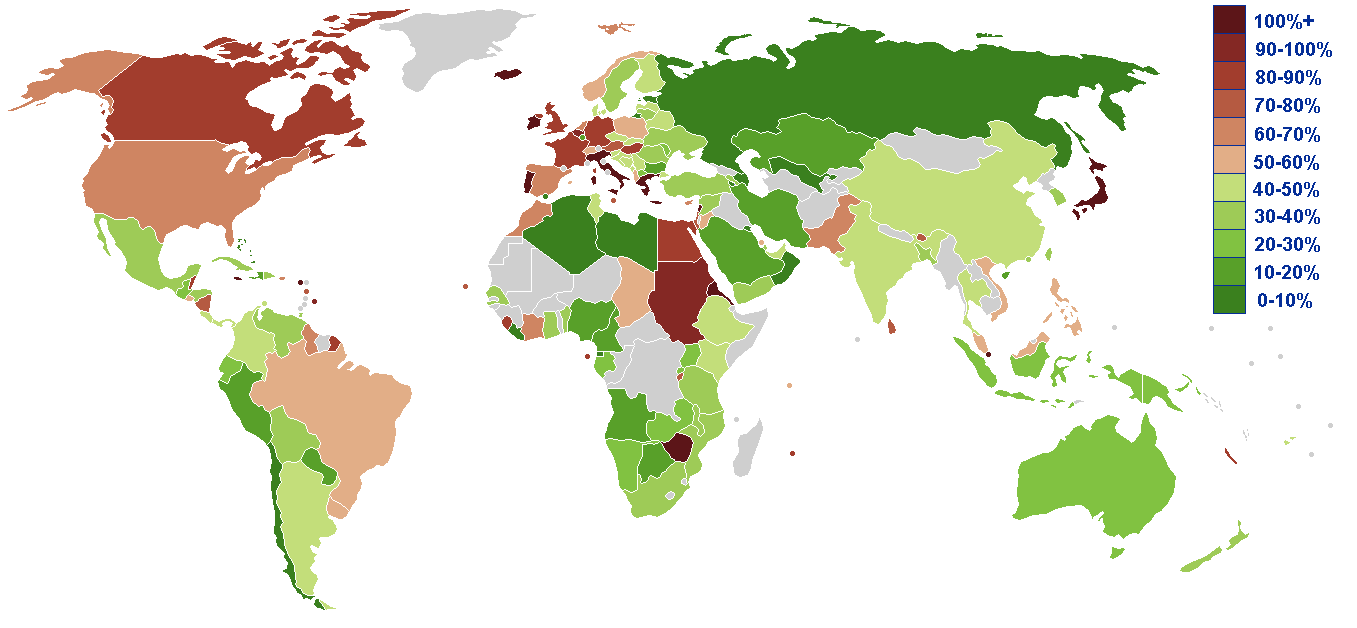
Державний борг у відсотках від ВВП у всьому світі, станом на 2010

Держа́вний борг в Україні — (борг АРК чи борг місцевого самоврядування) — загальна сума заборгованості держави (АРК чи місцевого самоврядування), яка складається з усіх випущених і непогашених боргових зобов'язань держави (АРК чи місцевого самоврядування), включаючи боргові зобов'язання держави (АРК чи місцевого самоврядування), що вступають в дію в результаті виданих гарантій за кредитами, або зобов'язань, що виникають на підставі законодавства або договору про борг.